# Robert Saundby
Sir Robert Henry Magnus Spencer Saundby (26 de abril de 1896 - 25 de setembro de 1971) foi um oficial da Real Força Aérea cuja carreira militar estendeu-se pela Primeira Guerra Mundial e pela Segunda Guerra Mundial. Distinguiu-se durante a primeira grande guerra ao abater cinco aeronaves inimigas, o que fez dele um ás da aviação. Durante a segunda grande guerra desempenhou funções de comando no Comando de Bombardeiros da RAF. No final da guerra, foi promovido a Marechal do Ar.